# Anéfis
Anéfis (variantes : Anefis, Anéfif) est une commune malienne et chef-lieu du cercle d'Anéfis et la région de Kidal.